# Der Honigmann
Der Honigmann (bürgerlicher Name: Ernst Köwing; * 24. Juli 1946 in Bremen; † 24. Februar 2018 in Lingen) war ein deutscher Blogger, Verschwörungstheoretiker und Holocaustleugner.

## Lebenslauf
Ernst Köwing stammte aus Varel. Er war gelernter Kaufmann, Imker und Betreiber des Blogs „Der Honigmann sagt…“
Köwing stand der Reichsbürgerbewegung nahe und war Anhänger der Weltverschwörungstheorie. Er behauptete unter anderem, beim Large Hadron Collider in Genf handele es sich „um einen von den Illuminaten und dem Vatikan kontrollierten Raumhafenverstärker und eine Manipulationsanlage“. Politiker bezeichnete er als „rot-grün versiffte Wichser“.
2016 wurde ihm der Negativpreis Goldener Aluhut in der Kategorie Verschwörungstheorie allgemein verliehen. 2017 soll sein Blog über 10.000 Beiträge gehabt haben. Köwing wird auch im Buch Die Reise ins Reich. Unter Reichsbürgern porträtiert. Im Fokus steht dabei eines der von K. regelmäßig ausgerichteten Honigmann-Treffen, wo dem Buch zufolge unterschiedliche Rechtsextremisten, Alternativmediziner und Esoteriker zusammenfanden.
Köwing starb am 24. Februar 2018 im Alter von 71 Jahren im Bonifatius-Hospital Lingen.

## Verurteilungen und Haft
- Köwing wurde 2013 nach Holocaustleugnung wegen Volksverhetzung vom Amtsgericht Duisburg zu sechs Monaten Haft auf Bewährung verurteilt.[11][8]
- Im Februar 2017 wurde er vom Landgericht Oldenburg (Vorinstanz Amtsgericht Varel) erneut verurteilt zu acht Monaten Gefängnis.[8] Er saß ab 12. November 2017 zunächst in der JVA Oldenburg, dann in der JVA Meppen in Haft.

## Schriften
- Der Honigmann: Gesundheit durch die Bienen. Die Hilfe der Bienen zum (Über-)Leben. Argo Verlag, 2012, ISBN 978-3-941800-30-4.[12]